# Vagrans elvira
Vagrans elvira är en fjärilsart som beskrevs av Hans Fruhstorfer 1904. Vagrans elvira ingår i släktet Vagrans och familjen praktfjärilar. Inga underarter finns listade i Catalogue of Life.